# Olympische Sommerspiele 1988/Teilnehmer (Finnland)
| Gelbes Symbol für Goldmedaillen mit stilisierten Olympischen Ringen | Graues Symbol für Silbermedaillen mit stilisierten Olympischen Ringen | Braundes Symbol für Bronzemedaillen mit stilisierten Olympischen Ringen |
| ------------------------------------------------------------------- | --------------------------------------------------------------------- | ----------------------------------------------------------------------- |
| 1                                                                   | 1                                                                     | 2                                                                       |

Finnland nahm an den Olympischen Sommerspielen 1988 in Seoul mit einer Delegation von 78 Athleten (59 Männer und 19 Frauen) an 66 Wettkämpfen in 15 Sportarten teil. Fahnenträger bei der Eröffnungsfeier war der Ringer Jouko Salomäki.

## Medaillengewinner

### Gold
| Name         | Sportart       | Wettkampf         |
| ------------ | -------------- | ----------------- |
| Tapio Korjus | Leichtathletik | Männer, Speerwurf |

### Silber
| Name          | Sportart | Wettkampf                                     |
| ------------- | -------- | --------------------------------------------- |
| Harri Koskela | Ringen   | Männer, Halbschwergewicht, griechisch-römisch |

### Bronze
| Name         | Sportart       | Wettkampf                                 |
| ------------ | -------------- | ----------------------------------------- |
| Seppo Räty   | Leichtathletik | Männer, Speerwurf                         |
| Tapio Sipilä | Ringen         | Männer, Leichtgewicht, griechisch-römisch |

## Teilnehmer nach Sportarten

### Bogenschießen
| Männer - Ismo Falck Einzel: 27. Platz Mannschaft: 4. Platz - Tomi Poikolainen Einzel: 11. Platz Mannschaft: 4. Platz - Pentti Vikström Einzel: 7. Platz Mannschaft: 4. Platz | Frauen - Päivi Aaltonen Einzel: 20. Platz Mannschaft: 13. Platz - Minna Heinonen Einzel: 56. Platz Mannschaft: 13. Platz - Jutta Poikolainen Einzel: 55. Platz Mannschaft: 13. Platz |

### Boxen
Männer
- Jarmo Eskelinen
Federgewicht: 1. Runde

- Esa Hukkanen
Mittelgewicht: Achtelfinale

- Joni Nyman
Weltergewicht: Viertelfinale

### Fechten
Männer
- Lars Winter
Degen, Einzel: 57. Platz

### Gewichtheben
Männer
- Jouni Grönman
Leichtgewicht: DNF

- Reijo Kiiskilä
Leichtgewicht: 11. Platz

- Arvo Ojalehto
Bantamgewicht: 12. Platz

- Jaarli Pirkkiö
Mittelgewicht: 12. Platz

### Judo
Männer
- Jukka-Pekka Metsola
Halbmittelgewicht: 12. Platz

- Juha Salonen
Schwergewicht: 7. Platz

### Kanu
Männer
- Mikko Kolehmainen & Olli Kolehmainen
Kajak-Zweier, 500 Meter: Halbfinale
Kajak-Zweier, 1000 Meter: Halbfinale

- Timo Grönlund
Canadier-Einer, 500 Meter: Halbfinale
Canadier-Einer, 1000 Meter: Hoffnungslauf

### Leichtathletik
| Männer - Harri Huhtala Hammerwurf: 9. Platz - Jarmo Kärnä Weitsprung: 10. Platz - Petri Keskitalo Zehnkampf: 11. Platz - Kimmo Kinnunen Speerwurf: 10. Platz - Tapio Korjus Speerwurf: Gold - Asko Peltoniemi Stabhochsprung: 9. Platz - Seppo Räty Speerwurf: Bronze - Reima Salonen 20 Kilometer Gehen: 42. Platz 50 Kilometer Gehen: 18. Platz - Ari Suhonen 800 Meter: DNF (Viertelfinale) 1500 Meter: Vorläufe - Juha Tiainen Hammerwurf: 16. Platz in der Qualifikation - Mikael Ylöstalo 110 Meter Hürden: Halbfinale | Frauen - Päivi Alafrantti Speerwurf: 10. Platz - Sinikka Keskitalo Marathon: 42. Platz - Ragne Kytölä Siebenkampf: 21. Platz - Tuula Laaksalo Speerwurf: 13. Platz in der Qualifikation - Tiina Lillak Speerwurf: 15. Platz in der Qualifikation - Satu Ruotsalainen Siebenkampf: 15. Platz - Tuija Toivonen-Jousimaa Marathon: 41. Platz |

### Radsport
| Männer - Mika Hämäläinen 1000 Meter Zeitfahren: 17. Platz - Jari Lähde Straßenrennen: 37. Platz - Jyrki Tujunen 4000 Meter Einerverfolgung: 1. Runde | Frauen - Tea Vikstedt-Nyman Straßenrennen: 43. Platz |

### Reiten
- Jenny Eriksson
Dressur, Einzel: 39. Platz
Dressur, Mannschaft: 6. Platz

- Kyra Kyrklund
Dressur, Einzel: 5. Platz
Dressur, Mannschaft: 6. Platz

- Maarit Raiskio
Dressur, Einzel: 48. Platz
Dressur, Mannschaft: 6. Platz

- Tutu Sohlberg
Dressur, Einzel: 38. Platz
Dressur, Mannschaft: 6. Platz

### Ringen
Männer
- Juha Ahokas
Schwergewicht, griechisch-römisch: 2. Runde

- Jouni Ilomäki
Mittelgewicht, Freistil: 5. Runde

- Harri Koskela
Halbschwergewicht, griechisch-römisch: Silber

- Mika Lehto
Federgewicht, Freistil: 4. Runde

- Jukka Loikas
Federgewicht, griechisch-römisch: 2. Runde

- Esa Murtoaro
Fliegengewicht, griechisch-römisch: 4. Runde

- Timo Niemi
Mittelgewicht, griechisch-römisch: 4. Runde

- Keijo Pehkonen
Bantamgewicht, griechisch-römisch: 4. Runde

- Jukka Rauhala
Leichtgewicht, Freistil: 6. Platz

- Pekka Rauhala
Weltergewicht, Freistil: 5. Platz

- Jouko Salomäki
Weltergewicht, griechisch-römisch: 2. Runde

- Tapio Sipilä
Leichtgewicht, griechisch-römisch: Bronze

### Rudern
Männer
- Pertti Karppinen
Einer: 7. Platz

- Reima Karppinen & Jorma Lehtelä
Doppelzweier: 12. Platz

- Aarne Lindroos & Kari Lindroos
Zweier ohne Steuermann: 11. Platz

### Schießen
| Männer - Juha Hirvi Luftgewehr: 17. Platz Kleinkaliber, Dreistellungskampf: 17. Platz Kleinkaliber, liegend: 24. Platz - Sakari Paasonen Luftpistole: 18. Platz Freie Pistole: 19. Platz - Tapio Säynevirta Luftgewehr: 25. Platz - Kurt Thune Kleinkaliber, Dreistellungskampf: 34. Platz Kleinkaliber, liegend: 24. Platz - Jouni Vainio Luftpistole: 39. Platz Schnellfeuerpistole: 31. Platz | Offene Klasse - Timo Nieminen Trap: 43. Platz - Matti Nummela Trap: 8. Platz | Frauen - Pirjo Peltola Luftgewehr: 5. Platz Kleinkaliber, Dreistellungskampf: 41. Platz - Sirpa Ylönen Luftgewehr: 10. Platz Kleinkaliber, Dreistellungskampf: 27. Platz |

### Schwimmen
Männer
- Petri Suominen
100 Meter Brust: 14. Platz
200 Meter Brust: 29. Platz

### Segeln
| Männer - Lauri Rechardt Finn-Dinghy: 9. Platz - Johan von Koskull & Peter von Koskull 470er: 16. Platz | Frauen - Annika Lemström & Bettina Lemström 470er: 4. Platz |

### Wasserspringen
Männer
- Juha Ovaskainen
Kunstspringen: 22. Platz in der Qualifikation